# Ópera de Damasco
La Ópera de Damasco (en árabe: دار الأسد للفنون والثقافة) es el teatro de ópera nacional de Siria. Inaugurado el 7 de mayo de 2004, se encuentra en el centro de Damasco, en la Plaza de los Omeyas. Damasco ya contaba con un teatro de ópera en la década de 1900. Durante el período colonial francés el Partido Popular de Shahbandar celebró su reunión inaugural en la antigua ópera de Damasco en 1925. Hafez al-Assad, planeó la ópera a principios de su gobierno, pero el trabajo no recomenzaría hasta la década de 2000, siendo el hijo de Assad, Bashar y su esposa, los que inauguraron el espacio como el Teatro de ópera Al Assad en 2004.